# Littleton Purnell Dennis
Littleton Purnell Dennis (* 21. Juli 1786 im Worcester County, Maryland; † 14. April 1834 in Washington, D.C.) war ein US-amerikanischer Politiker. In den Jahren 1833 und 1834 vertrat er den Bundesstaat Maryland im US-Repräsentantenhaus.

## Werdegang
Littleton Dennis war ein Neffe von John Dennis (1771–1806) und ein Cousin des gleichnamigen John Dennis (1807–1859), die beide Kongressabgeordnete waren. Er besuchte die Washington Academy im Somerset County und studierte danach bis 1803 am Yale College. Nach einem anschließenden Jurastudium und seiner Zulassung als Rechtsanwalt begann er in diesem Beruf zu arbeiten. In den Jahren 1815 und 1816 sowie zwischen 1819 und 1827 saß er im Abgeordnetenhaus von Maryland. Im Jahr 1829 war er Mitglied des Regierungsrates (Executive Council) seines Staates. Als Gegner von Präsident Andrew Jackson wurde er Mitglied der National Republican Party.
Bei den Kongresswahlen des Jahres 1832 wurde Dennis im ersten Wahlbezirk von Maryland in das US-Repräsentantenhaus in Washington gewählt, wo er am 4. März 1833 die Nachfolge von Daniel Jenifer antrat. Er konnte dieses Mandat aber nur etwa 13 Monate lang ausüben, da er bereits am 14. April 1834 starb. Seine letzte Ruhestätte fand er auf dem Kongressfriedhof in der Bundeshauptstadt. Sein Mandat fiel nach einer Sonderwahl an John Nevett Steele.